# Robert Shirley
Robert Shirley, conosciuto anche col cognome di Sherley (Wiston, 1581 – Qazvin, 13 luglio 1628), è stato un nobile, avventuriero, diplomatico e orientalista inglese.
Risultò fondamentale nell'aiutare la modernizzazione e il miglioramento dell'esercito persiano sotto la dinastia safavide sul modello britannico, su richiesta di Abbas il Grande. I cambiamenti introdotti da Shirley riuscirono a tal punto a migliorare l'esercito che questo risultò vincitore contro l'Impero ottomano nella guerra successiva.

## Biografia
Robert Shirley era il figlio terzogenito di Sir Thomas Shirley di Wiston, nel Sussex, e di sua moglie Anne Kempe, figlia di sir Thomas Kempe (m. 7 marzo 1591) di Olantigh presso Wye, Kent. Suoi fratelli maggiori erano sir Thomas Shirley e sir Anthony Shirley, quest'ultimo anch'egli attivamente coinvolto nella gestione delle ambasciate persiane; oltre a loro sei sorelle sopravvissero all'infanzia.
Shirley si portò per la prima volta in Persia nel 1598, accompagnando suo fratello Anthony che era stato inviato nella Persia safavide dal 1º dicembre 1599 al maggio 1600, con 5000 cavalli destinati all'esercito persiano per formare le truppe locali all'uso di combattere degli inglesi e per riformare l'artiglieria locale. Quando Anthony Shirley lasciò la Persia, Robert rimase invece tra i persiani insieme ad altri quattordici inglesi. Qui, nel febbraio del 1607, sposò Sampsonia, una nobile circassa di fede cristiana. Dopo essere stata battezzata dai carmelitani, prese il nome di Teresa oltre al proprio. Divenne nota come lady Teresa Sampsonia Shirley.
Nel 1608 lo scià Abbas inviò Robert in missione diplomatica presso Giacomo I d'Inghilterra e presso altri principi europei col proposito di unirli in una confederazione contro il comune pericolo rappresentato dall'Impero ottomano. Dalla sua prima missione in Persia, la modernizzazione dell'impero da parte di Robert e dei suoi uomini diede prova di essere ottimale; i safavidi ottennero la loro prima schiacciante vittoria sugli ottomani nella guerra ottomano-safavide, ponendo fine agli scontri con termini a loro favorevoli.

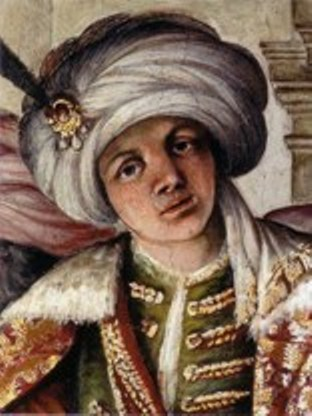
Dipinto di Robert Shirley in visita a papa Paolo V nel 1611, Sala dei Corazzieri, Palazzo del Quirinale, Roma. 1615–1616

Shirley viaggiò dapprima nella Confederazione polacco-lituana dove venne ricevuto da Sigismondo III Vasa. A giugno di quell'anno giunse in Germania dove ricevette il titolo di conte palatino e venne nominato cavaliere del Sacro Romano Impero da Rodolfo II. Papa Paolo V gli conferì pure il titolo di conte palatino. Dalla Germania, sir Robert si portò a Firenze e poi a Roma dove entrò in città domenica 27 settembre 1609 con un seguito di diciotto persone. Visitò quindi Milano e procedette alla volta di Genova, da dove si imbarcò per la Spagna, giungendo a Barcellona nel dicembre di quello stesso anno. Con la moglie rimase in Spagna, principalmente a Madrid, sino all'estate del 1611.

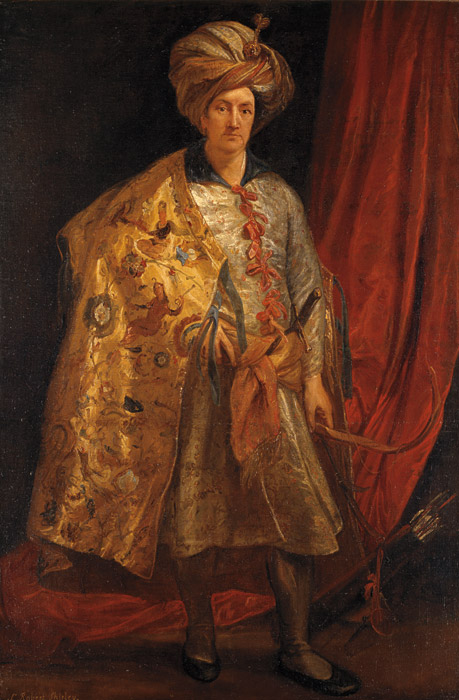
Sir Robert Shirley, ritratto da Anthony van Dyck, dipinto a Roma nel 1622

Nel 1613 Shirley tornò in Persia. Nel 1615 tornò nuovamente in Europa e rimase a Madrid per qualche tempo ancora; ebbe modo di incontrare durante il suo viaggio attraverso il deserto persiano l'eccentrico viaggiatore e scrittore inglese Thomas Coryate (già attendente di Enrico Federico, principe del Galles a Londra).
Il terzo viaggio di Shirley in Persia lo intraprese nel 1627 quando accompagnò sir Dodmore Cotton, il primo ambasciatore ufficiale dell'Inghilterra nel regno di Persia, ma poco dopo aver raggiunto il paese morì a Qazvin, nella parte nordorientale dell'attuale Iran. Dopo essere stato inizialmente sepolto sul posto, i suoi resti vennero trasferiti da Qazvin a Roma nel 1658 per volontà di sua moglie Teresia che si era ritirata in un convento nei pressi della chiesa di Santa Maria della Scala dove morì poi nel 1668.

## Nelle arti
Diversi sono i ritratti di Schirley con la moglie conosciuti e giunti sino a noi, incluso uno nella collezione privata di R. J. Berkeley ed uno a Petworth House (dipinto da Anthony van Dyck).

## Nella letteratura
Le avventure dei fratelli Shirley vennero poste in dramma nel 1607 nell'opera The Travels of the Three English Brothers di John Day, William Rowley e George Wilkins.
Nel 1609, Andreas Loeaechius (Andrew Leech), uno scozzese che viveva a Cracovia, in Polonia, scrisse un panegirico in latino dedicato a Shirley dal titolo Encomia Nominis & Neoocij D. Roberti Sherlaeii. Questo venne tradotto in quello stesso anno in inglese dallo scrittore Thomas Middleton col titolo Sir Robert Sherley his Entertainment in Cracovia ed ebbe una certa diffusione in patria.